# Уелва
Уелва (шп. Huelva) је главни град покрајине Уелва у аутономној заједници Андалузија у јужној Шпанији. Град лежи на 4 km широком ушћу реке Одијел, између државне границе са Португалијом на западу и националног парка Кото де Доњана на истоку. Овде влада посебно блага клима. Према последњем попису из 2006, Уелва има 158.956 становника.

## Историја
Развој града одвијао се још у најранијем периоду. Године 1880. место је имало 13.000 становника захваљујући минералним налазиштима гвожђа, бакра, сумпора и мангана на Рио Тинто и Тарсис, због чега данашња модерна лука служи претежно за извоз минералних и индустријских продуката као и морских производа и производа од дрвета.
Уелва је била трговачки град. Римљани су је називали Онуба, а Арапи Вилбах, од чега је изведено данашње име.
Данашња слика града Уелве одликује се широким улицама, високим кућама и великим модерним парковима. Веома мало историјских споменика је остало очувано, на пример римски акведукт који и данас снабдева град водом. За време земљотреса 1755. године Стари град је претрпео велике штете.

## Географија

### Клима
| Клима (Уелва)              | Клима (Уелва) | Клима (Уелва) | Клима (Уелва) | Клима (Уелва) | Клима (Уелва) | Клима (Уелва) | Клима (Уелва) | Клима (Уелва) | Клима (Уелва) | Клима (Уелва) | Клима (Уелва) | Клима (Уелва) | Клима (Уелва) |
| Показатељ \ Месец          | .Јан.         | .Феб.         | .Мар.         | .Апр.         | .Мај.         | .Јун.         | .Јул.         | .Авг.         | .Сеп.         | .Окт.         | .Нов.         | .Дец.         | .Год.         |
| -------------------------- | ------------- | ------------- | ------------- | ------------- | ------------- | ------------- | ------------- | ------------- | ------------- | ------------- | ------------- | ------------- | ------------- |
| Средњи максимум, °C (°F)   | 16,3 (61,3)   | 17,6 (63,7)   | 20,3 (68,5)   | 21,4 (70,5)   | 24,1 (75,4)   | 27,8 (82)     | 31,6 (88,9)   | 31,8 (89,2)   | 29,3 (84,7)   | 24,7 (76,5)   | 20,2 (68,4)   | 17,0 (62,6)   | 23,5 (74,3)   |
| Средњи минимум, °C (°F)    | 6,6 (43,9)    | 7,7 (45,9)    | 9,0 (48,2)    | 10,7 (51,3)   | 13,4 (56,1)   | 16,6 (61,9)   | 19,2 (66,6)   | 19,3 (66,7)   | 17,7 (63,9)   | 14,2 (57,6)   | 10,4 (50,7)   | 8,1 (46,6)    | 12,7 (54,9)   |
| Количина падавина, mm (in) | 73 (28,7)     | 43 (16,9)     | 36 (14,2)     | 46 (18,1)     | 30 (11,8)     | 9 (3,5)       | 3 (1,2)       | 4 (1,6)       | 21 (8,3)      | 56 (22)       | 74 (29,1)     | 95 (37,4)     | 490 (192,9)   |
| [ тражи се извор ]         |               |               |               |               |               |               |               |               |               |               |               |               |               |

## Становништво
Према процени, у граду је 2008. живело 148.027 становника.

| 1981.   | 1989.   | 1991.   | 2001.   | 2002.   |
| ------- | ------- | ------- | ------- | ------- |
| 127.822 | 142.547 | 142.547 | 142.284 | 142.284 |

## Партнерски градови
- Хјустон
- Фаро
- Кадиз